# Kax
Kax (kinesiska: 喀什, 喀什乡) är en sockenhuvudort i Kina. Den ligger i den autonoma regionen Xinjiang, i den nordvästra delen av landet, omkring 460 kilometer väster om regionhuvudstaden Ürümqi. Antalet invånare är 23 543. Befolkningen består av 11 376 kvinnor och 12 167 män. Barn under 15 år utgör 25,0 %, vuxna 15-64 år 69 %, och äldre över 65 år 4,0 %.
Runt Kax är det ganska glesbefolkat, med 40 invånare per kvadratkilometer. Det finns inga andra samhällen i närheten. Trakten runt Kax består till största delen av jordbruksmark.
Genomsnittlig årsnederbörd är 410 millimeter. Den regnigaste månaden är juni, med i genomsnitt 53 mm nederbörd, och den torraste är mars, med 11 mm nederbörd.